# Cheiridopsis peculiaris
Cheiridopsis peculiaris är en isörtsväxtart som beskrevs av Nicholas Edward Brown. Cheiridopsis peculiaris ingår i släktet Cheiridopsis och familjen isörtsväxter. Inga underarter finns listade i Catalogue of Life.